# Suddivisioni di Wallis e Futuna

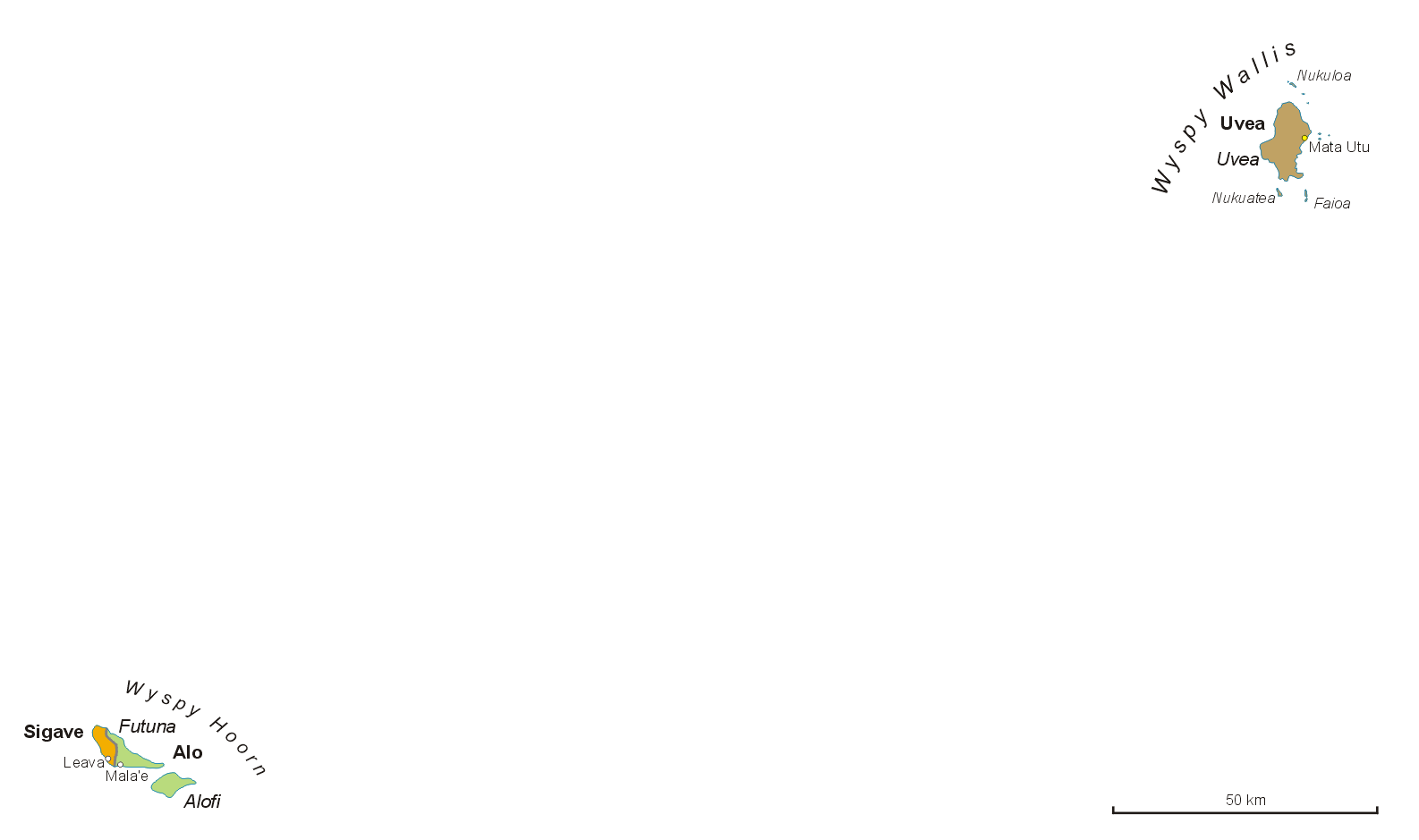
Mappa amministrativa di Wallis e Futuna

Le isole Wallis e Futuna sono storicamente e tradizionalmente divise in tre chiefdom (regni):
- Uvea, che corrisponde all'isola di Wallis, ulteriormente suddivisa in tre distretti:
  - Hihifo;
  - Hahake;
  - Mu'a;
- Sigave, che corrisponde al terzo nord-occidentale dell'isola di Futuna,
- Alo, che corrisponde ai due terzi orientali dell'isola di Futuna e all'isola di Alofi.

Le suddivisioni tradizionali sono state mantenute dall'amministrazione francese, che governa le isole come una collettività d'oltremare.
| Chiefdom Distretto | Capitale        | Superficie (km²) | Popolazione Censimento luglio 2008 | Villaggi |
| ------------------ | --------------- | ---------------- | ---------------------------------- | -------- |
| Wallis             |                 |                  |                                    |          |
| Uvea (Wallis)      | Mata-Utu        | 77.5             | 9,227                              | 23       |
| Hihifo             | Vaitupu         | 23.4             | 2,203                              | 5        |
| Hahake             | Matāʻutu        | 27.8             | 3,759                              | 6        |
| Mu'a               | Mala'efo'ou (1) | 26.3             | 3,265                              | 12       |
| Isole Hoorn        |                 |                  |                                    |          |
| Sigave (Singave)   | Leava           | 30.0             | 1,591                              | 6        |
| Alo                | Mala'e          | 85.0             | 2,666                              | 9        |
| Wallis e Futuna    | Mata-Utu        | 192.5            | 13,484                             | 38       |

(1) chiamata precedentemente Mua